# Тепла (притока Ондави)
Тепла, Топля (словац. Topľa, угор. Tapoly, нім. Töpl) — річка на сході Словаччини, притока Ондави. Басейн Дунаю. Довжина 130 км, сточище 1 506 км². Похил 6,7 м/км. Верхів'я заселяють українці. Бере початок з схилів Минчолу в Чергівських горах, що у Східних Бескидах. Тече через Бардіїв, Ґіральтівці, Ганушівці й Воронів. 
Серед приток — 
- Андрейов потік
- Германовський потік[1]
- Глибокий потік
- Замутовський потік
- Солоний потік
- Тополя
- Цабовський потік[2][3][4][5][6][7].